# Weston (Vermont)
Weston és una població dels Estats Units a l'estat de Vermont. Segons el cens del 2000 tenia 630 habitants.

## Demografia
Segons el cens del 2000, Weston tenia 630 habitants, 283 habitatges, i 174 famílies. La densitat de població era de 6,9 habitants per km².
Dels 283 habitatges en un 21,6% hi vivien nens de menys de 18 anys, en un 52,3% hi vivien parelles casades, en un 6% dones solteres, i en un 38,5% no eren unitats familiars. En el 32,5% dels habitatges hi vivien persones soles l'11,7% de les quals corresponia a persones de 65 anys o més que vivien soles. El nombre mitjà de persones vivint en cada habitatge era de 2,16 i el nombre mitjà de persones que vivien en cada família era de 2,71.
Per edats la població es repartia de la següent manera: un 18,6% tenia menys de 18 anys, un 3% entre 18 i 24, un 19% entre 25 i 44, un 36,8% de 45 a 60 i un 22,5% 65 anys o més.
L'edat mediana era de 50 anys. Per cada 100 dones de 18 o més anys hi havia 104,4 homes.
La renda mediana per habitatge era de 44.792 $ i la renda mediana per família de 57.500 $. Els homes tenien una renda mediana de 38.250 $ mentre que les dones 24.167 $. La renda per capita de la població era de 36.546 $. Entorn del 2,5% de les famílies i el 8,1% de la població estaven per davall del llindar de pobresa.